# Eileenella catherinae
Eileenella catherinae är en stekelart som beskrevs av Fergusson 1992. Eileenella catherinae ingår i släktet Eileenella och familjen skärknivsteklar. Inga underarter finns listade i Catalogue of Life.